# Mondo Marino Uminonakamichi
Il Mondo Marino Uminonakamichi è un acquario giapponese, istituito nel 1989 nella città di Fukuoka, capitale dell'omonima prefettura.

## Descrizione
L'acquario, con un totale di 70 vasche, si ispira alla vita acquatica della corrente calda dello Stretto di Tsushima, tratto di mare tra la Corea del Sud e il Giappone.
Le tre vasche più grandi della struttura, hanno rispettivamente le capacità di 2.000 metri cubici d'acqua (530.000 galloni che ospitano gli spettacoli dei delfini e dei leoni marini), 1.400 metri cubici (370.000 galloni che ospitano circa 120 squali di 20 differenti specie) e 720 metri cubici (190.000 galloni che ospitano delfini). Altre vasche ospitano mammiferi come le lontre marine e le foche maculate.

## Galleria d'immagini

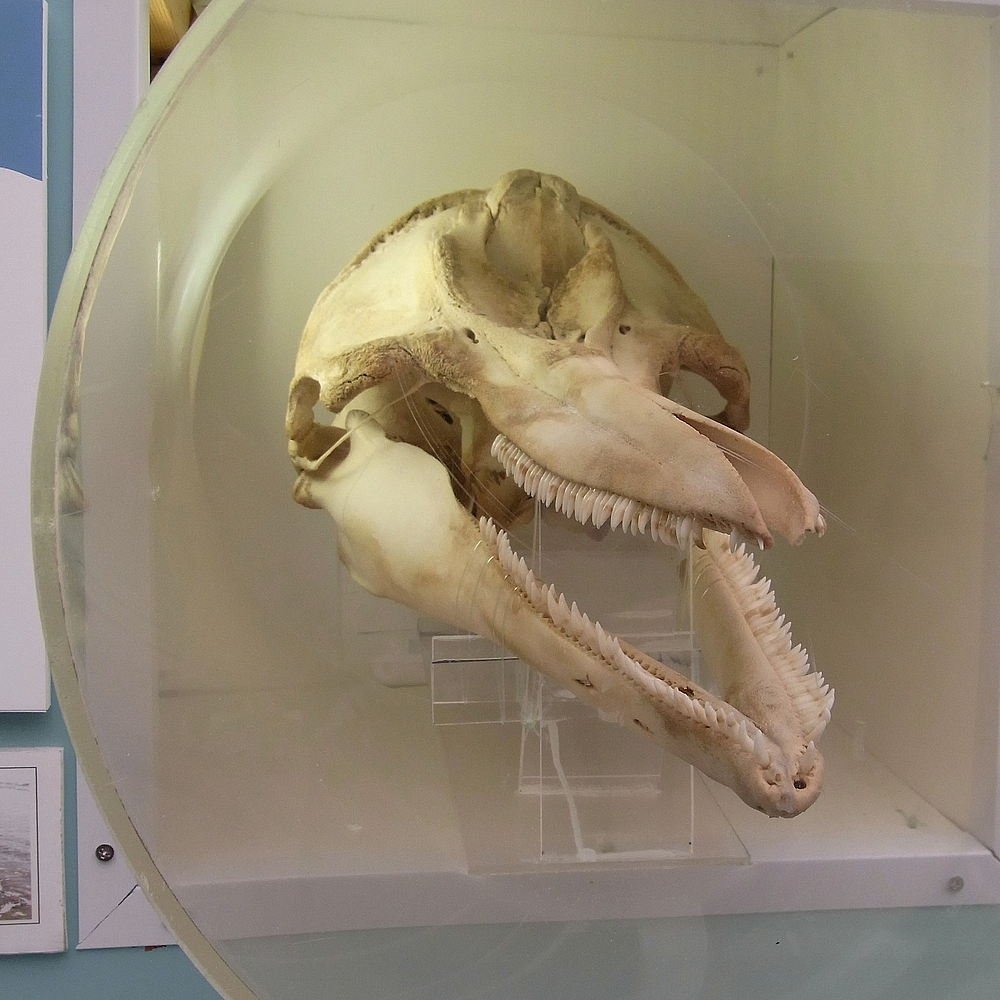
Ossa di Delfino comune a becco lungo
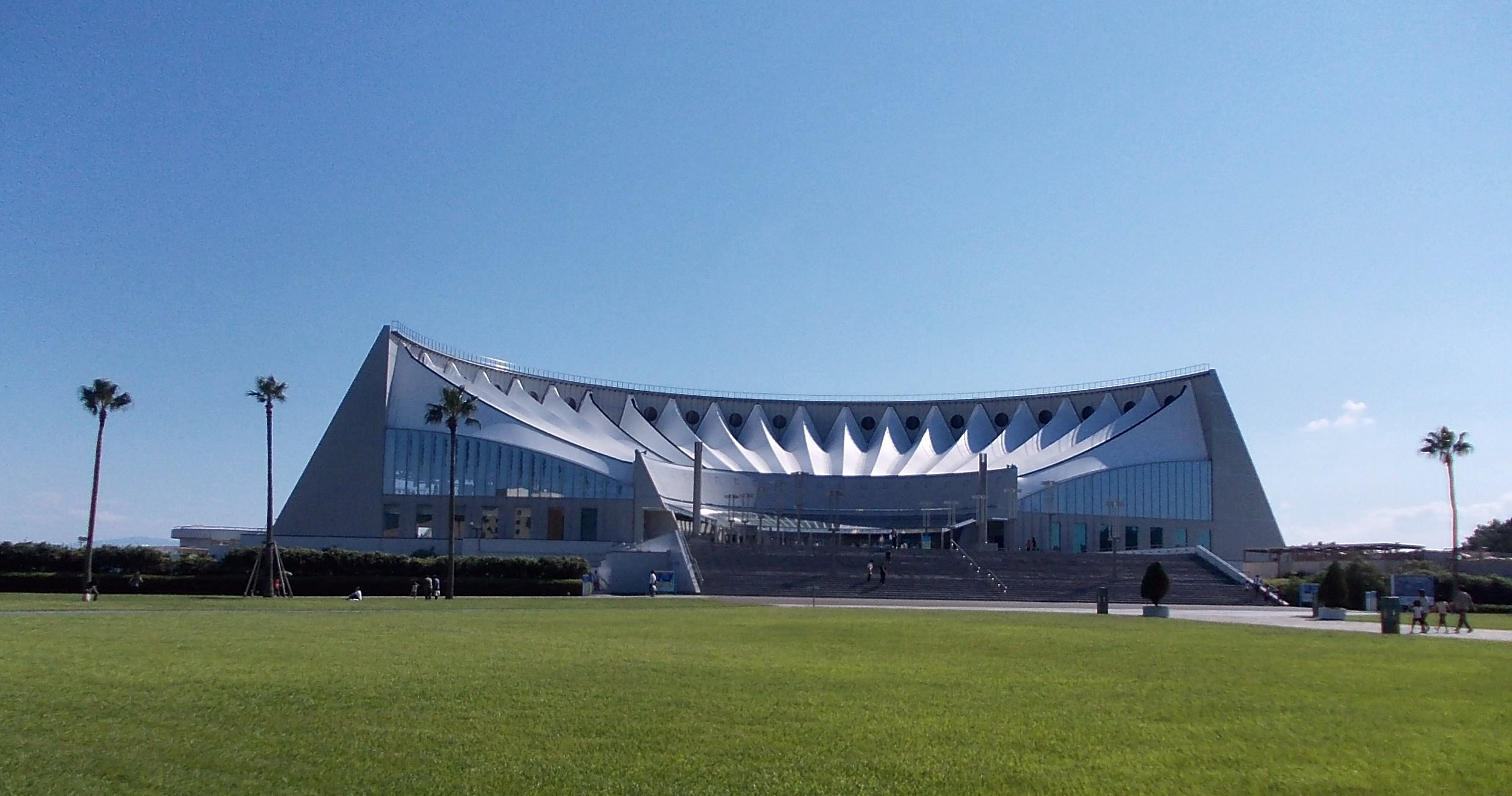
La struttura
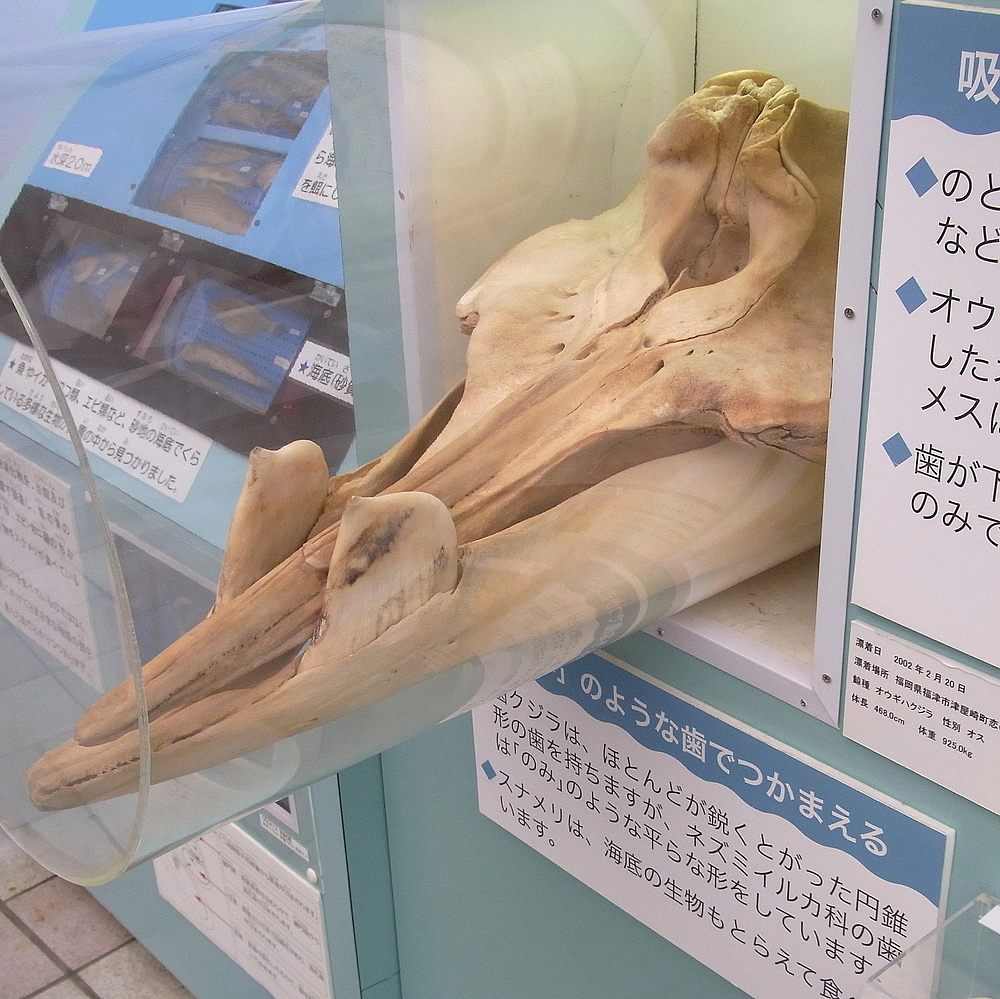
Ossa di Mesoplodonte di Stejneger
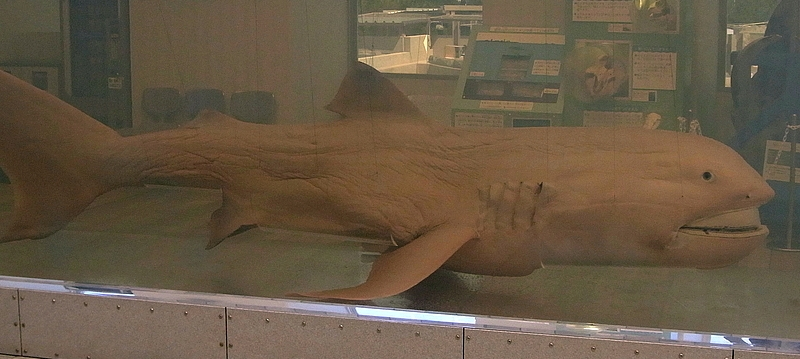
Conservazione di uno squalo megamouth